# Supercoupe de Guinée équatoriale de football
La Supercoupe de Guinée équatorialede football est une compétition de football opposant le champion de Guinée équatoriale au vainqueur de la coupe de Guinée équatoriale. Elle se déroule en un match unique à la fin de l'année civile.

## Palmarès
| Année | Vainqueur                                                | Résultat                                                 | Finaliste                                                |
| ----- | -------------------------------------------------------- | -------------------------------------------------------- | -------------------------------------------------------- |
| 2011  | Sony de Ela Nguema                                       | 1-0                                                      | Atlético Semu                                            |
| 2012  | Sony de Ela Nguema-The Panther Club Luba (score inconnu) | Sony de Ela Nguema-The Panther Club Luba (score inconnu) | Sony de Ela Nguema-The Panther Club Luba (score inconnu) |
| 2013  | inconnu                                                  | inconnu                                                  | inconnu                                                  |
| 2014  | Leones Vegetarianos                                      | 1-0                                                      | Sony de Ela Nguema                                       |
| 2015  | Deportivo Mongomo                                        | 1-0                                                      | Racing Micomeseng                                        |
| 2016  | Sony de Ela Nguema                                       | ?-? (?-? tab)                                            | Racing Micomeseng                                        |
| 2017  | Deportivo Niefang                                        | 1-0                                                      | Leones Vegetarianos                                      |
| 2018  | inconnu                                                  | inconnu                                                  | inconnu                                                  |
| 2019  | Akonangui FC                                             | 1-0                                                      | Cano Sport Academy                                       |